# Tim Tam
Tim Tam és una marca de galetes de xocolata fabricades per l'empresa australiana Arnott's, i molt cèlebres. Es componen de dues galetes de xocolata separades per una capa de xocolata. Segons Arnott's, prop de 35 milions de paquets són venuts cada any a Austràlia, és a dir, l'equivalent de 400 milions de galetes i una mitjana d'1,7 paquets per australians. Aquesta mitjana pot pujar a més de 3 a Nova Caledònia. Fou concebut per Ian Norris, director agroalimentari a Arnott's als 1950. L'any 1958, per manca d'inspiració, decideix viatjar pel món per trobar idees. És finalment a Gran Bretanya on troga el Penguin, una galeta que decideix recopiar, trobant-la la "millor recepta". Així, els primers Tim Tam es comencen a comercialitzar el 1964. D'ençà la popularitat d'aquestes galetes ha anat in crescendo.